# Distrito de Mór
El distrito de Mór (en húngaro: Móri járás) es un distrito ubicado en la parte noroeste del condado de Fejér. Mór es también el nombre de la localidad donde se encuentra la cabecera del distrito. El distrito está ubicado en la Región Estadística Central de Transdanubia.

## Municipalidades
El distrito cuenta con 2 ciudades y 11 pueblos.
Ciudades
- Bodajk
- Mór

Pueblos
- Bakonycsernye
- Balinka
- Csákberény
- Csókakő
- Fehérvárcsurgó
- Isztimér
- Kincsesbánya
- Magyaralmás
- Nagyveleg
- Pusztavám
- Söréd